# Scumdogs of the Universe
Scumdogs of the Universe è il secondo album in studio del gruppo shock rock-satirico statunitense GWAR, pubblicato nel 1990.

## Tracce
1. The Salaminizer – 3:33
2. Maggots – 4:05
3. Sick of You – 3:08
4. Slaughterama (Vocals by Sleazy P. Martini) – 5:02
5. The Years Without Light – 2:58
6. King Queen – 4:51
7. Horror of Yig – 5:24
8. Vlad The Impaler – 3:14
9. Black and Huge – 3:09
10. Love Surgery – 4:55
11. Death Pod – 3:31
12. Sexecutioner (Vocals by Sexecutioner) – 3:58
13. Cool Place to Park (Vocals by Beefcake the Mighty) – 4:02